# Eduard Sperling
Eduard Sperling (n. 29 noiembrie 1902, Dortmund, Imperiul German – d. 25 februarie 1985, Dortmund, RFG) a fost un luptător ce a reprezentat Germania, medaliat olimpic. A participat la 2 ediții ale Jocurilor Olimpice (1928, 1932) în care a câștigat o medalie de argint.